# Altiplano Cundiboyacense

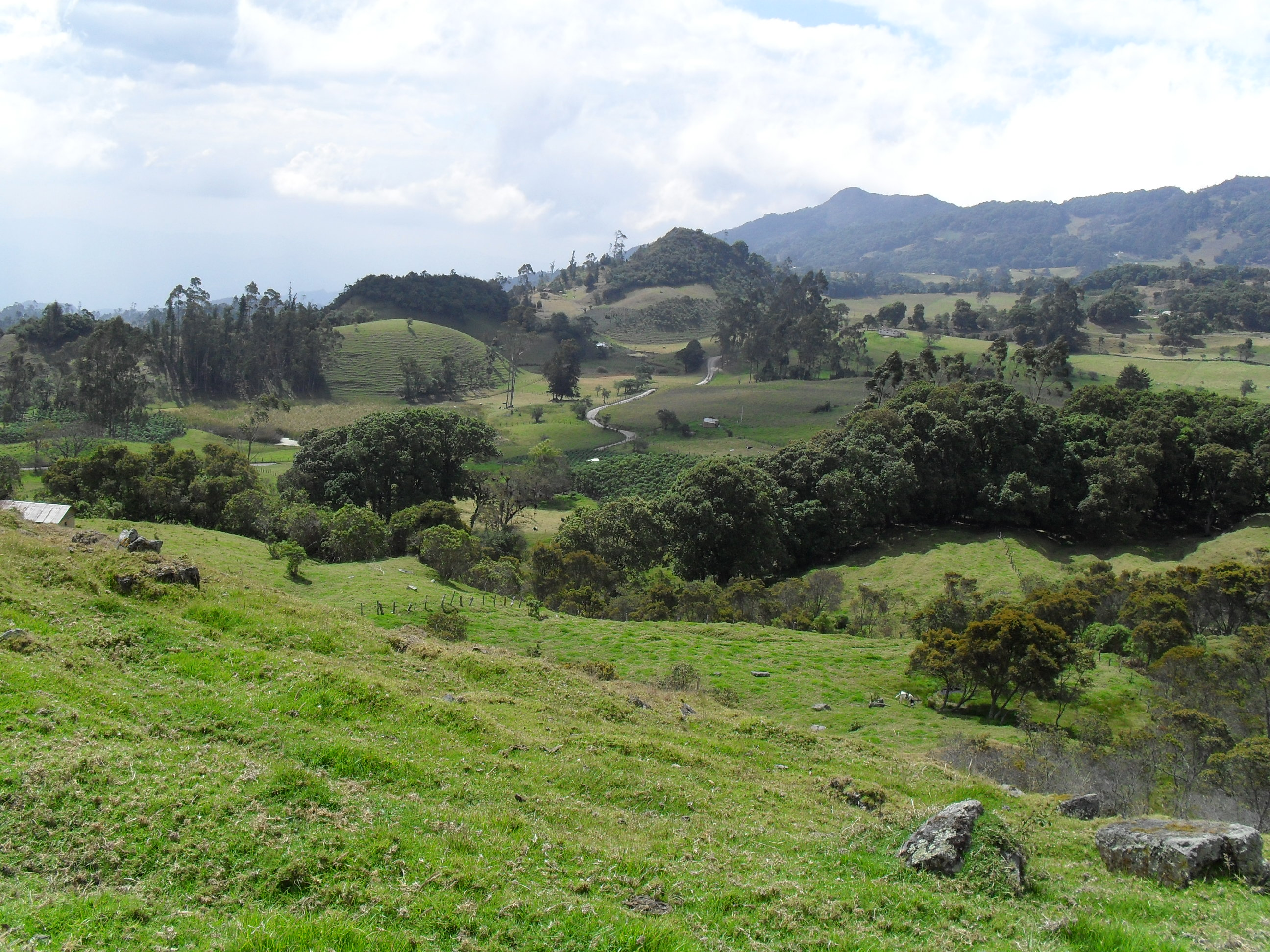
Tipico paesaggio dell'Altiplano Cundiboyacense nel Boyacá

L'Altiplano Cundiboyacense è un altopiano situato nella Cordigliera Orientale delle Ande, nei dipartimenti di Cundinamarca e Boyacá, in Colombia. Corrisponde in gran parte al territorio occupato anticamente dai Muisca.
L'Altiplano Cundiboyacense comprende tre regioni distinte: la Savana di Bogotá, le valli di Ubaté, Chiquinquirá e le valli di Tunja, Duitama e Sogamoso. L'altitudine media dell'altipiano è 2600 metri sul livello del mare.
Alcuni importanti comuni situati in questa regione, oltre alle città di Bogotá e Tunja, sono i comuni di Chía, Zipaquirá, Tocancipá, Ráquira e Villa de Leyva .
Questa zona del paese ha terreni molto fertili per l'agricoltura, in particolare per la semina di prodotti come mais, piselli, patate, fagioli, tra gli altri.